# Карл Шукер
Карл Шукер е британски зоолог, автор на книги и през последните няколко години се занимава и с криптозоология. Освен това е консултант по зоология и медиен консултант.

## Кариера
Шукер е една от водещите личности в криптозоологията. Има много статии във вестници и списания, както и няколко книги. Той е криптозоологът, дал популярност на някои позабравени от науката криптиди, като Тиморската морска змия, Олгой-Хорхой, Съблезъбите котки, Гамбо, Гамбийската морска змия, Дяволската птица „Улама“, Добхар-Чу, Дървото от земята на Зулусите и Газека. Бил е сътрудник на Discovery и BBC, като е участвал в няколко техни научнопопулярни филма. През 2005 г. е удостоен с именуване на вид с неговото име (Pliciloricus shukeri).

## Книги
- Мистериозните котки по света (1989), Роберт Хейл, ISBN 0-7090-3706-6
- Драконите – естествена история (1995), Саймън & Шустер, ISBN 0-684-81443-9
- Загадките на Планетата Земя (1999), ISBN 1-85868-679-2

## Консултантска или сътрудническа дейност
1. Човекът и звярът (1993)
2. Тайните на естествения свят (1993)
3. Алманах на тайнственото (1995)
4. В книгата на рекордите "Гинес / Гинес Световни Рекорди (1997-днес)
5. Загадките на Дийп (1998)
6. Гинес, невероятното бъдеще (1999)
7. Земята (2000)
8. Чудовища (2001)
9. Речник на Неочакваното (2007)
10. Митове и Загадките (2008)
11. Паранормален Наръчник (2009)